# Radhwan Jawhari
Radhwan Jawhari ou Radhouane Jawhari est un footballeur marocain évoluant au poste de milieu de terrain offensif entre 2006 et 2012.

## Clubs
- 2006-2008 : Wydad Casablanca (Maroc)
- 2008-2009 : Club sportif sfaxien (Tunisie)
- 2009-2011 : Espoir sportif de Hammam Sousse (Tunisie)
- 2011-2012 : Kénitra Athletic Club (Maroc)

## Palmarès
- Vainqueur de la coupe de la confédération avec le Club sportif sfaxien en 2008
- Vainqueur de la coupe de Tunisie avec le Club sportif sfaxien en 2009
- Vainqueur de la coupe nord-africaine des vainqueurs de coupe avec le Club sportif sfaxien en 2009